# Chœur des Piccoli
Le Chœur des Piccoli est un groupe de musique camerounais de « gospel », initié par la paroisse St Pierre Apôtre de Messamendongo à Yaoundé.

## Historique
Le Choeur de Picolli est une chorale constituée d'enfants âgés de 7 à 17 ans. Le groupe a été fondé en 2005 par Marie-Louise Toya.

## Discographie
- 2019 : Child of God
- 2019 : Christmas Time
- 2020 : Thank You
- 2020 : La Paix de Noël
- 2020 : Wear Your Smile
- 2021 : C'est Noël
- 2021 : Ose
- 2022 : Promesse

## Prix et récompenses
- 2021 : Nomination à la cérémonie de Canal 2'Or[3]